# Nathaniel Clyne
Nathaniel Edwin Clyne (Londra, 5 aprile 1991) è un calciatore inglese, difensore del Crystal Palace.

## Caratteristiche tecniche
È un terzino destro, dotato di buona velocità, rapidità, tutte caratteristiche che gli permettono di coprire l'intera fascia con efficacia, bravo tecnicamente, ma soprattutto è molto abile nell'effettuare cross ed assist ai compagni.

## Carriera

### Club

#### Crystal Palace
Clyne ha fatto il suo debutto per il Crystal Palace nella partita di campionato il 18 ottobre 2008 contro il Barnsley. Ha firmato un contratto di tre anni con il Palace il 20 ottobre 2008, e Neil Warnock dichiarò che Clyne "ha un futuro luminoso". Clyne è noto per essere una persona molto silenziosa e un uomo di poche parole sul campo di allenamento. Nel febbraio del 2010 gli fu offerto un passaggio al Wolverhampton Wanderers, ma lo ha respinto senza nemmeno entrare in trattative con il manager Mick McCarthy. Nella stagione 2010-11, Clyne diventò il più giovane giocatore della Lega Calcio a giocare ogni singola partita della stagione.

#### Southampton
Il 19 luglio 2012 ha firmato un contratto di 4 anni con il Southampton, neopromosso in Premier League. Ha fatto il suo debutto nella sconfitta per 3-2 con il Manchester City. Il 26 luglio 2014 segna in amichevole contro il Bournemouth; la marcatura è fondamentale per la vittoria della sua squadra (1-0 per il Southampton).

#### Liverpool
Il 1º luglio 2015 viene acquistato per 17.7 milioni di euro dal Liverpool, cui si lega firmando un contratto quinquennale. La prima presenza la trova alla prima giornata di campionato nella partita vinta 1-0 dalla sua squadra sul campo dello Stoke City. Il 28 ottobre 2015 segna il primo gol con la maglia del Liverpool nella partita di Football League Cup vinta 1-0 contro il Bournemouth. Il 14 febbraio 2016 trova invece il primo gol in Premier League nella gara vinta 6-0 sul campo dell'Aston Villa. In occasione del derby vinto 4-0 contro l'Everton raggiunge quota 300 presenze in carriera.
Nella nuova stagione trova la prima presenza alla prima giornata di campionato nel big match giocato e vinto 4-3 sul campo dell'Arsenal dove regala anche un assist. Per tutta la stagione è un punto fermo della squadra giocando 37 partite su 38 in campionato.
La stagione successiva si scopre una delle più difficili della sua carriera dovendo far fronte ad un grave infortunio alla schiena che gli fa saltare quasi tutta la stagione. Torna disponibile per la partita del 31 marzo 2018 vinta 2-1 a Londra contro il Crystal Palace. Complice l'infortunio nella stagione successiva viene relegato in secondo piano diventando il vice del giovane Trent Alexander-Arnold.

#### Bournemouth e ritorno al Liverpool
Il 4 gennaio 2019, visto le sole 4 presenze collezionate con il Liverpool in metà stagione, si trasferisce in prestito al Bournemouth.
Una volta scaduto il prestito fa ritorno a Liverpool dove nel precampionato mette a segno il primo gol dei Reds contro il Tranmere Rovers, squadra militante in EFL 2 (Football League Two). La partita verrà vinta dal Liverpool con il risultato di 6-0.

#### Ritorno al Crystal Palace
Il 14 ottobre 2020, dopo qualche mese da svincolato, fa ritorno al club in cui è cresciuto, ovvero il Crystal Palace, firmando un contratto fino a gennaio 2021. Il 27 gennaio 2021 rinnova il suo contratto sino al termine della stagione.

### Nazionale
Ha giocato nella nazionale inglese Under-19.
Ha esordito in nazionale Under-21 nella partita di qualificazione agli Europei 2011 vinta per 5-0 contro l'Islanda. Fa il suo debutto in nazionale maggiore il 18 novembre 2014 nel match vinto per 3-1 contro la Slovenia.
Viene convocato per gli Europei 2016 in Francia.

## Statistiche

### Presenze e reti nei club
Statistiche aggiornate al 17 dicembre 2023
| Stagione              | Squadra               | Campionato            | Campionato | Campionato | Coppe nazionali | Coppe nazionali | Coppe nazionali | Coppe continentali | Coppe continentali | Coppe continentali | Altre coppe | Altre coppe | Altre coppe | Totale | Totale |
| Stagione              | Squadra               | Comp                  | Pres       | Reti       | Comp            | Pres            | Reti            | Comp               | Pres               | Reti               | Comp        | Pres        | Reti        | Pres   | Reti   |
| --------------------- | --------------------- | --------------------- | ---------- | ---------- | --------------- | --------------- | --------------- | ------------------ | ------------------ | ------------------ | ----------- | ----------- | ----------- | ------ | ------ |
| 2008-2009             | Crystal Palace        | FLC                   | 26         | 0          | FACup+CdL       | 3+0             | 0               | -                  | -                  | -                  | -           | -           | -           | 29     | 0      |
| 2009-2010             | Crystal Palace        | FLC                   | 22         | 1          | FACup+CdL       | 5+1             | 0               | -                  | -                  | -                  | -           | -           | -           | 28     | 1      |
| 2010-2011             | Crystal Palace        | FLC                   | 46         | 0          | FACup+CdL       | 1+2             | 0               | -                  | -                  | -                  | -           | -           | -           | 49     | 0      |
| 2011-2012             | Crystal Palace        | FLC                   | 28         | 0          | FACup+CdL       | 0+3             | 0               | -                  | -                  | -                  | -           | -           | -           | 31     | 0      |
| 2012-2013             | Southampton           | PL                    | 34         | 1          | FACup+CdL       | 0               | 0               | -                  | -                  | -                  | -           | -           | -           | 34     | 1      |
| 2013-2014             | Southampton           | PL                    | 25         | 0          | FACup+CdL       | 3+1             | 1+0             | -                  | -                  | -                  | -           | -           | -           | 29     | 1      |
| 2014-2015             | Southampton           | PL                    | 35         | 2          | FACup+CdL       | 2+4             | 0+1             | -                  | -                  | -                  | -           | -           | -           | 41     | 3      |
| Totale Southampton    | Totale Southampton    | Totale Southampton    | 94         | 3          |                 | 10              | 2               |                    | -                  | -                  |             | -           | -           | 104    | 5      |
| 2015-2016             | Liverpool             | PL                    | 33         | 1          | FACup+CdL       | 1+4             | 0+1             | UEL                | 14                 | 0                  | -           | -           | -           | 52     | 2      |
| 2016-2017             | Liverpool             | PL                    | 37         | 0          | FACup+CdL       | 0+4             | 0               | -                  | -                  | -                  | -           | -           | -           | 41     | 0      |
| 2017-2018             | Liverpool             | PL                    | 3          | 0          | FACup+CdL       | 0               | 0               | UCL                | 2                  | 0                  | -           | -           | -           | 5      | 0      |
| 2018- gen. 2019       | Liverpool             | PL                    | 4          | 0          | FACup+CdL       | 0+1             | 0               | UCL                | 0                  | 0                  | -           | -           | -           | 5      | 0      |
| gen.-giu. 2019        | Bournemouth           | PL                    | 14         | 0          | FACup+CdL       | 1+0             | 0               | -                  | -                  | -                  | -           | -           | -           | 15     | 0      |
| 2019-2020             | Liverpool             | PL                    | 0          | 0          | FACup+CdL       | 0               | 0               | UCL                | 0                  | 0                  | CS+SU+Cmc   | 0           | 0           | 0      | 0      |
| Totale Liverpool      | Totale Liverpool      | Totale Liverpool      | 77         | 1          |                 | 10              | 1               |                    | 16                 | 0                  |             | 0           | 0           | 103    | 2      |
| 2020-2021             | Crystal Palace        | PL                    | 13         | 0          | FACup+CdL       | 1+0             | 0               | -                  | -                  | -                  | -           | -           | -           | 14     | 0      |
| 2021-2022             | Crystal Palace        | PL                    | 16         | 0          | FACup+CdL       | 4+0             | 0               | -                  | -                  | -                  | -           | -           | -           | 20     | 0      |
| 2022-2023             | Crystal Palace        | PL                    | 22         | 0          | FACup+CdL       | 1+2             | 0               | -                  | -                  | -                  | -           | -           | -           | 25     | 0      |
| 2023-2024             | Crystal Palace        | PL                    | 6          | 0          | FACup+CdL       | 0+2             | 0               | -                  | -                  | -                  | -           | -           | -           | 8      | 0      |
| Totale Crystal Palace | Totale Crystal Palace | Totale Crystal Palace | 179        | 1          |                 | 25              | 0               |                    | -                  | -                  |             | -           | -           | 204    | 1      |
| Totale carriera       | Totale carriera       | Totale carriera       | 364        | 5          |                 | 46              | 3               |                    | 16                 | 0                  |             | 0           | 0           | 426    | 8      |

### Cronologia presenze e reti in nazionale
| Cronologia completa delle presenze e delle reti in nazionale ― Inghilterra | Cronologia completa delle presenze e delle reti in nazionale ― Inghilterra | Cronologia completa delle presenze e delle reti in nazionale ― Inghilterra | Cronologia completa delle presenze e delle reti in nazionale ― Inghilterra | Cronologia completa delle presenze e delle reti in nazionale ― Inghilterra | Cronologia completa delle presenze e delle reti in nazionale ― Inghilterra | Cronologia completa delle presenze e delle reti in nazionale ― Inghilterra | Cronologia completa delle presenze e delle reti in nazionale ― Inghilterra |
| Data                                                                       | Città                                                                      | In casa                                                                    | Risultato                                                                  | Ospiti                                                                     | Competizione                                                               | Reti                                                                       | Note                                                                       |
| -------------------------------------------------------------------------- | -------------------------------------------------------------------------- | -------------------------------------------------------------------------- | -------------------------------------------------------------------------- | -------------------------------------------------------------------------- | -------------------------------------------------------------------------- | -------------------------------------------------------------------------- | -------------------------------------------------------------------------- |
| 15-11-2014                                                                 | Londra                                                                     | Inghilterra                                                                | 3 – 1                                                                      | Slovenia                                                                   | Qual. Euro 2016                                                            | -                                                                          | 79’                                                                        |
| 18-11-2014                                                                 | Glasgow                                                                    | Scozia                                                                     | 1 – 3                                                                      | Inghilterra                                                                | Amichevole                                                                 | -                                                                          |                                                                            |
| 27-3-2015                                                                  | Londra                                                                     | Inghilterra                                                                | 4 – 0                                                                      | Lituania                                                                   | Qual. Euro 2016                                                            | -                                                                          |                                                                            |
| 31-3-2015                                                                  | Torino                                                                     | Italia                                                                     | 1 – 1                                                                      | Inghilterra                                                                | Amichevole                                                                 | -                                                                          | 45’                                                                        |
| 14-6-2015                                                                  | Lubiana                                                                    | Slovenia                                                                   | 2 – 3                                                                      | Inghilterra                                                                | Qual. Euro 2016                                                            | -                                                                          | 85’                                                                        |
| 5-9-2015                                                                   | Serravalle                                                                 | San Marino                                                                 | 0 – 6                                                                      | Inghilterra                                                                | Qual. Euro 2016                                                            | -                                                                          |                                                                            |
| 8-9-2015                                                                   | Londra                                                                     | Inghilterra                                                                | 2 – 0                                                                      | Svizzera                                                                   | Qual. Euro 2016                                                            | -                                                                          | 68’                                                                        |
| 9-10-2015                                                                  | Londra                                                                     | Inghilterra                                                                | 2 – 0                                                                      | Estonia                                                                    | Qual. Euro 2016                                                            | -                                                                          |                                                                            |
| 17-11-2015                                                                 | Londra                                                                     | Inghilterra                                                                | 2 – 0                                                                      | Francia                                                                    | Amichevole                                                                 | -                                                                          |                                                                            |
| 26-3-2016                                                                  | Berlino                                                                    | Germania                                                                   | 2 – 3                                                                      | Inghilterra                                                                | Amichevole                                                                 | -                                                                          |                                                                            |
| 29-3-2016                                                                  | Londra                                                                     | Inghilterra                                                                | 1 – 2                                                                      | Paesi Bassi                                                                | Amichevole                                                                 | -                                                                          | 58’                                                                        |
| 27-5-2016                                                                  | Sunderland                                                                 | Inghilterra                                                                | 2 – 1                                                                      | Australia                                                                  | Amichevole                                                                 | -                                                                          |                                                                            |
| 20-6-2016                                                                  | Saint-Étienne                                                              | Slovacchia                                                                 | 0 – 0                                                                      | Inghilterra                                                                | Euro 2016 - 1º turno                                                       | -                                                                          |                                                                            |
| 15-11-2016                                                                 | Londra                                                                     | Inghilterra                                                                | 2 – 2                                                                      | Spagna                                                                     | Amichevole                                                                 | -                                                                          |                                                                            |
| Totale                                                                     |                                                                            | Presenze                                                                   | 14                                                                         |                                                                            | Reti                                                                       | 0                                                                          |                                                                            |

## Palmarès

### Club

#### Competizioni nazionali
- Campionato inglese: 1

Liverpool: 2019-2020
- Coppa d'Inghilterra: 1

Crystal Palace: 2024-2025
- Community Shield: 1

Crystal Palace: 2025

#### Competizioni internazionali
- Supercoppa UEFA: 1

Liverpool: 2019
- Coppa del mondo per club: 1

Liverpool: 2019